# Sattelkarspitze
Sattelkarspitze är en bergstopp i Österrike.   Den ligger i distriktet Reutte och förbundslandet Tyrolen, i den västra delen av landet, 500 km väster om huvudstaden Wien. Toppen på Sattelkarspitze är 2 553 meter över havet, eller 94 meter över den omgivande terrängen. Bredden vid basen är 0,20 km.
Terrängen runt Sattelkarspitze är huvudsakligen bergig. Runt Sattelkarspitze är det ganska glesbefolkat, med 26 invånare per kvadratkilometer.. Närmaste större samhälle är Tannheim, 18,0 km norr om Sattelkarspitze. 
I omgivningarna runt Sattelkarspitze växer i huvudsak barrskog.